# Oliver Seraphin
Oliver James Seraphin, né le 2 août 1943 à Roseau, est un homme d'État dominiquais, Premier ministre de 1979 à 1980.

## Biographie
Oliver Seraphin est né à Roseau le 2 août 1943. Il fait l'ensemble de ses études en Dominique puis des cours par correspondance dans le domaine de l'Assurance, en lien avec son activité professionnelle. Il participe aussi, pendant cette période, à la création de Dominica Airways.
Il est candidat aux élections générales de 1975 dans la circonscription de Canefield, avec le Parti travailliste de la Dominique (DLP) dirigé par Patrick John. Après la victoire, Seraphin est nommé ministre des Travaux publics, de la Communication et du Logement. En 1976, il est nommé ministre de l'Agriculture, des Terres, des Pêcheries et des Affaires du Caricom, à la suite d'un remaniement ministériel. Il démissionne en 1979 à la suite de la violente répression des manifestations contre le gouvernement de Patrick John. Cependant à la suite de la démission du gouvernement, le Comité de salut national demande à Seraphin de prendre le tête du gouvernement.
Il devient Premier ministre le 25 juin 1979. Le 29 août 1979, l'ouragan David frappe la Dominique et il doit d'abord gérer les secours d'urgence et la reconstruction. Au cours de cette période, il lance de nombreuses initiatives et  signent des accords bilatéraux relatifs à l'aide à la Dominique avec des visites au Canada, à Miami, en France, au Venezuela, à la Barbade. Cependant,dès le début de 1980, le gouvernement perd peu à peu de son soutien en lors des élections générales de 1980, il est battu par le Parti de la liberté de Dominique dirigé par Eugenia Charles.
Olivier Seraphin quitte la politique active pour se concentrer sur le tourisme et la gestion de son hôtel.